# Estación Santa Elena (Chile)
Santa Elena fue una antigua estación de Ferrocarriles del Estado, en la comuna de Ñuñoa perteneciente al Ferrocarril de Circunvalación. La estación se encuentra cerrada y demolida, quedando únicamente las bodegas de la estación.

## Historia
Fue una estación inaugurada en 1903 después de la expansión del anillo ferroviario que procedía desde estación San Diego, buscando su interconexión con la estación Providencia para así tener una conexión entre estación Central con el Ferrocarril del Llano de Maipo. En este proceso de construcción, se expropian parte de los terrenos de la propiedad del viñedo Santa Elena; la prioridad de esta estación fue mayormente el transporte y carga de productos producidos en las industrias de la zona, sobre todo de industrias vitivinícolas lo que conllevó a un gran nexo con estas empresas. Durante su operación, esta estación fue considerada como un desvío dependiente de la estación Ñuñoa, debido al nivel de desarrollo económico e industrial en esa zona de Santiago; tanto así, que en algunos momentos se le llegó a considerar como "Estación Ñuñoa B".
Hasta 1900 los ferrocarriles que transitaban por las líneas eran carros de sangre, posteriormente se modernizó el sistema para funcionar con electricidad. Hasta 1912 la estación recibió pasajeros.
En 1928 la estación es utilizada como uno de los hitos que definen los límites comunales de Santiago.
Durante la década de 1940, este ferrocarril comenzó su proceso de cierre; en 1942 se cerraron y demolieron las estaciones Providencia y Ñuñoa, y se levantaron sus tendidos eléctricos; como nueva cabecera de la línea se dejó a la estación San Eugenio.
Entre 1965 a 1966 se retomó el servicio de pasajeros por medio de los trenes populares; la medida no fue rentable debido a la baja utilización del servicio. Existieron servicios esporádicos, siendo el 25 de junio de 1994 último en transitar.
Por el aumento de la población en las comunas circundantes, los ediles de las municipalidades de La Cisterna, La Florida, San Miguel y Ñuñoa solicitan la supresión del ferrocarril, debido a los riesgos de seguridad y la fragmentación urbana que estos producían. Estos argumentos finalmente se aceptaron.
Posterior al cierre definitivo del servicio, las vías fueron asfaltadas y la estación demolida, conservándose solamente las bodegas de la estación.

## Infraestructura
La estación poseía un patio interior, que era más pequeño que el de la estación Ñuñoa o San Diego. Existe además el Paso Vicuña Mackenna, un puente que pasa por sobre la avenida homónima, conectando la estación con Estación Ñuñoa.

## Etimología
Su nombre, Santa Elena, proviene del nombre de la chacra y posterior viñedo en donde se hallaban los terrenos donde esta estación se construyó, el viñedo Santa Elena, propiedad de Alberto Valdivieso.